# Andy Timmons
Andy Timmons (* 26. Juli 1963 in Evansville, Indiana, Vereinigte Staaten) ist ein US-amerikanischer Rock- bzw. Fusion-Gitarrist und Studiomusiker.

## Werdegang
Mit dreizehn Jahren gründete Timmons seine erste Band Taylor Bay. Später begann er Bücher über Studiogitarristen wie Steve Lukather oder Larry Carlton zu lesen. Er studierte zwei Jahre lang klassische Konzertgitarre und absolvierte später ein Musikstudium im Jazzbereich an der University of Miami.
Andy Timmons veröffentlichte eine beachtliche Zahl von Alben und arbeitete für eigene Projekte oder als Studiomusiker mit zahlreichen namhaften amerikanischen Musikern zusammen. Zu einem größeren Bekanntheitsgrad kam er durch die Veröffentlichung des ersten Albums der amerikanischen Hard-Rock-Band Danger Danger, mit der er zwei Studioalben einspielte.
Timmons ist bekannt für sein virtuoses Leadgitarrenspiel und seine harmonisch ausgereiften durchkomponierten Instrumentaltitel.

## Gitarren und Verstärker
Die Gitarrenfirma Ibanez, für die Timmons als Endorser fungiert, entwickelte ein an seine Ansprüche angepasstes Sondermodell („Signature Guitar“): Die Ibanez AT-100 SB wurde 1999 in einer limitierten Auflage von 175 Stück gebaut. Nach einer kurzen Auszeit als Endorser verkündete Ibanez Ende 2008 die erneute Zusammenarbeit mit Timmons. Seit 2009 wird die Ibanez AT-100 CL in unbegrenzter Stückzahl hergestellt. Auf der amerikanischen Musikmesse NAMM wurde im Januar 2013 ein günstigeres Schwestermodell der AT-100 aus indonesischer Fertigung, die Ibanez AT-10P, vorgestellt. Angeregt durch positives Echo auf ein Rigtour-Video, bei dem ein live eingesetztes weißes AT-Modell mit Palisandergriffbrett vorgestellt wurde, folgte im Jahr 2014 ein weiteres Signature-Modell, die AT10RP-CLW. Timmons spielt bevorzugt Lone Star Verstärker des US-amerikanischen Herstellers Mesa/Boogie, EXL110 Gitarrensaiten der Marke D’Addario sowie Tortex Jazz III Plektren aus dem Hause Dunlop.

## Diskografie

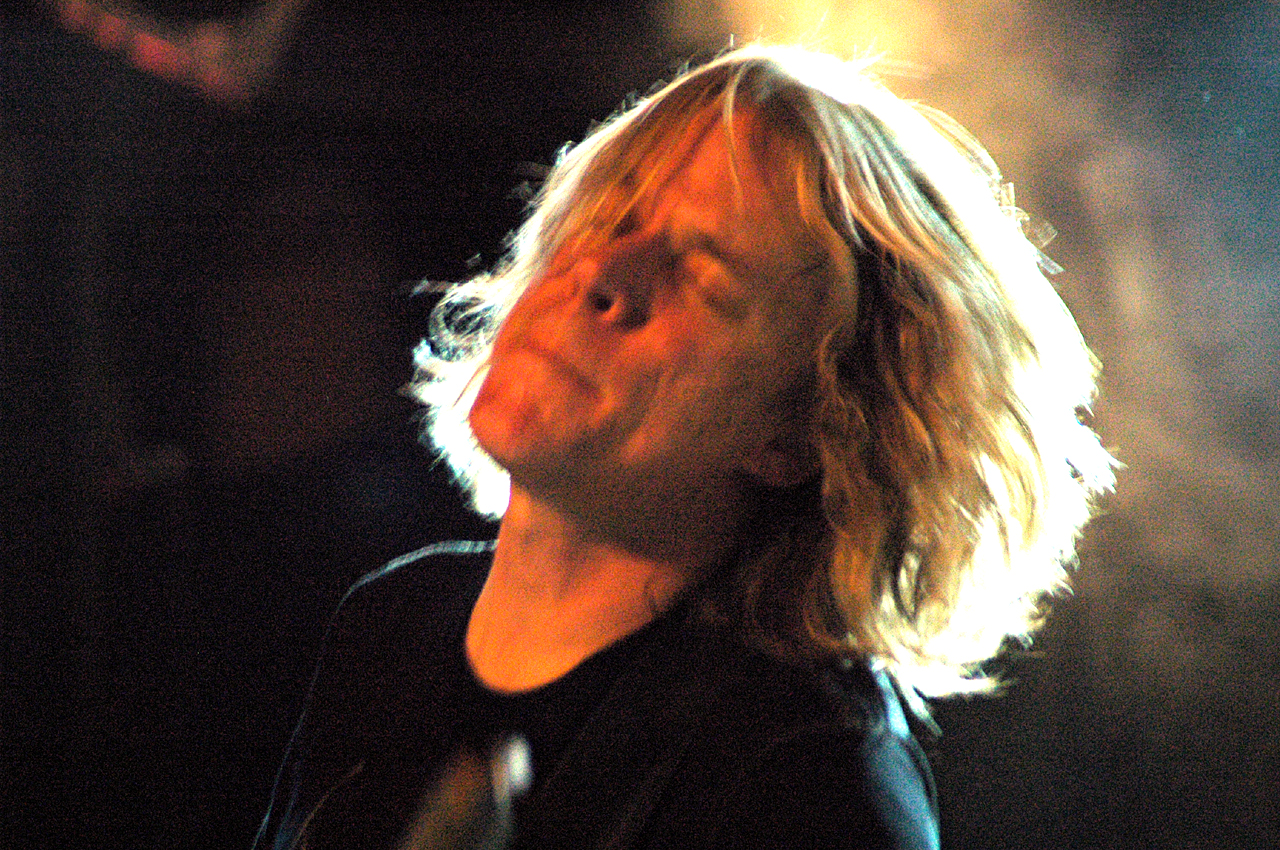
Andy Timmons

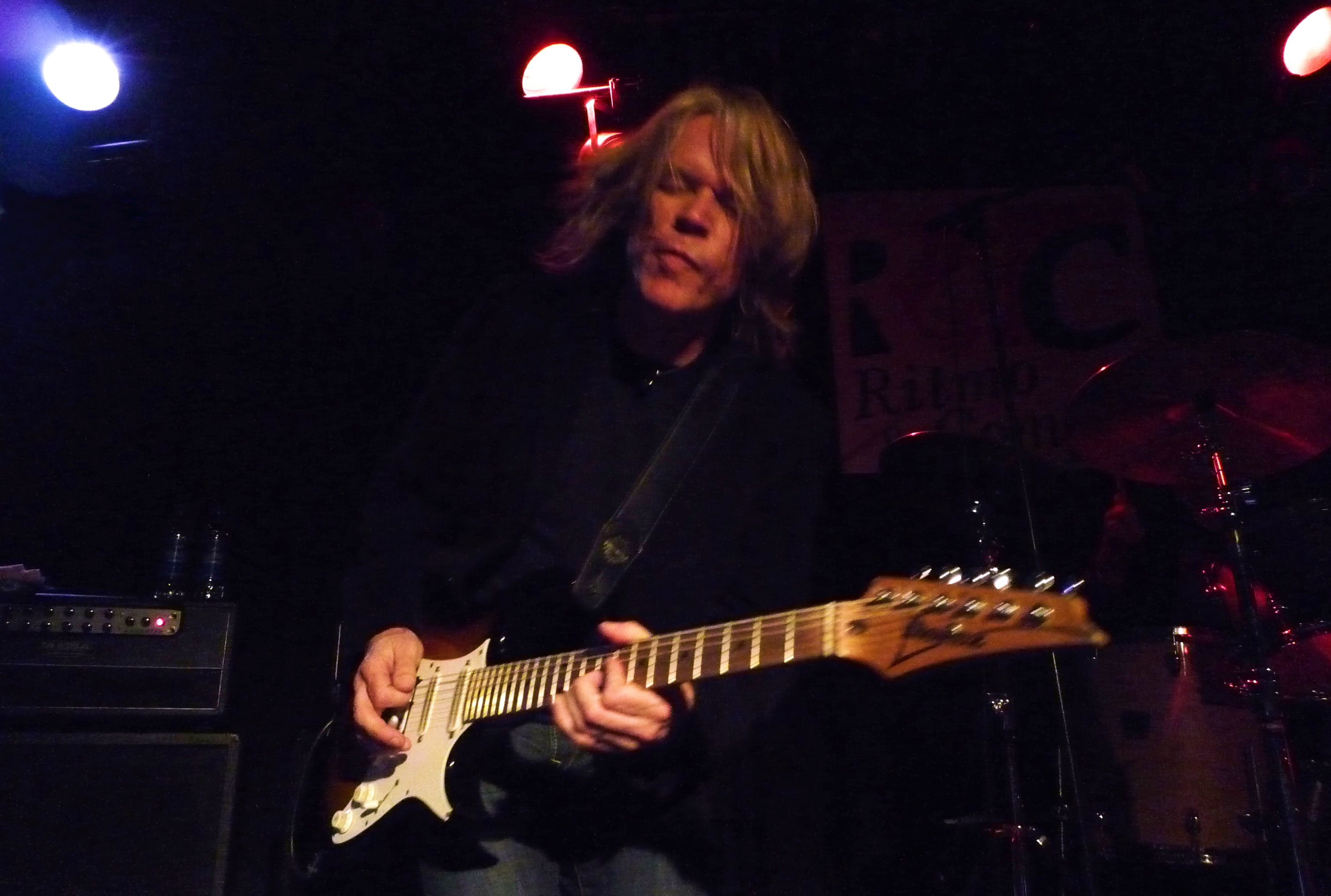
Andy Timmons

### Mit Danger Danger
- Same (1989)
- Screw It (1990)
- Cockroach

### Mit Kip Winger
- This Conversation Seems Like a Dream (1996)

### Mit der Simon Phillips Band
- Another Lifetime (1997)
- Out of the Blue (1999)
- Protocol II (2013)
- Protocol III (2015)

### Solo
- Ear X-Tacy (1994)
- Ear X-Tacy II (1997)
- Orange Swirl (1998)
- And-Thology: Lost Ear X-Tacy Tapes (2001)
- The Spoken and the Unspoken (1999)
- That Was Then, This Is Now (2002)
- Resolution (2006)
- Andy Timmons Band plays Sgt. Pepper (2011)
- Beach Blanket Ringo (2015)
- Live Resolution (2016)
- Electric Truth (2022)[12]

## Videos
- Official Bootleg (2002)
- Live Resolution (2008)